# Madagaszkári labdarúgó-szövetség
A madagaszkári labdarúgó-szövetség (franciául: Fédération Malagasy de Football, rövidítve: FMF) Madagaszkár nemzeti labdarúgó-szövetsége. A szervezetet 1961-ben alapították, 1962-ben csatlakozott a Nemzetközi Labdarúgó-szövetséghez, 1963-ban pedig az Afrikai Labdarúgó-szövetséghez. A szövetség szervezi a Madagaszkári labdarúgó-bajnokságot. Működteti a férfi valamint a női labdarúgó-válogatottat.